# Franz Ignaz von Streber

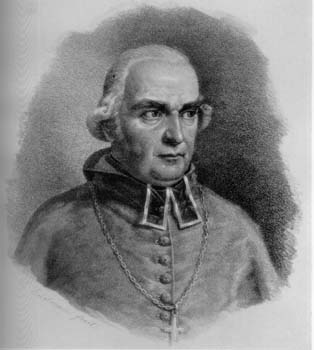
Franz Ignaz von Streber

Franz Ignaz von Streber (* 11. Februar 1758 in Reisbach (Niederbayern); † 26. April 1841 in München) war Dompropst und Weihbischof im Erzbistum München und Freising, sowie Titularbischof von Birtha. Er wurde als Numismatiker und Leiter des Bayerischen Münzkabinetts bekannt.

## Leben
1765 wurde Streber als Singknabe in das Knabenseminarium zu Landshut aufgenommen. 1774 trat er in das Kolleg der Bartholomäer zu Ingolstadt ein und erwarb dort 1776 den Grad eines Magister philosophiae und 1779 den eines Magister theologiae (1779). Am 23. Dezember 1780 empfing er die Priesterweihe. 
Anschließend war der Priester 10 Jahre lang Privatsekretär des Verwaltungsbeamten und Historikers Johann Goswin Widder (1734–1800) in München, sowie Erzieher von dessen Sohn Gabriel Bernhard von Widder, dem nachmaligen Regierungspräsidenten von Oberbayern. Zu Strebers Aufgaben gehörte dabei auch die Pflege der „Widderschen Münzsammlung“. 
Wegen dieser numismatischen Erfahrung wurde er 1782 zum Assistenten des späteren Kardinals Johann Casimir Häffelin berufen, der am Münchner Hof das Kurfürstliche Münzkabinett betreute. Unterstützt durch Häffelin und dessen Nachfolger erwarb sich Streber solch umfassende Kenntnisse der Numismatik, dass er 1785 zum Direktor der kurfürstlichen Münzsammlungen ernannt wurde. Er war maßgeblich daran beteiligt, die Münzen nach wissenschaftlichen Maßstäben zu ordnen und zu erforschen.
Bereits seit 1783 fungierte Streber als Hofkaplan und 1792 avancierte er zum Zensur-Rat. 1797 wählte man Streber als Vizedirektor in den Vorstand des „Geistlichen Rats“ und in den Jahren 1799 bis 1802 leitete er diesen als Direktor.
Der Höhepunkt von Strebers weltlicher Karriere war 1803 die Ernennung zum Wirklichen Hofkapelldirektor; seiner kirchlichen Karriere die Ernennung zum Weihbischof im Erzbistum München und Freising am 24. September 1821, seine Weihe zum Titularbischof von Birtha am 16. Dezember 1821 durch Nuntius Francesco Serra di Cassano sowie die Erhebung zum Dompropst 1822. Im gleichen Jahr wurde er auch zum Mitglied der Bayerischen Akademie der Wissenschaften ernannt.
Seit Herbst 1840 kränkelnd, zog sich Streber Anfang 1841 ins Privatleben zurück und starb im Alter von 83 Jahren am 26. April desselben Jahres in München. Er wurde unter den Arkaden des Alten Südfriedhofs (damals Zentralfriedhof) München begraben. Sein Biograf Sigmund Ritter von Riezler hebt die Milde, Freundlichkeit und unbegrenzte Wohlthätigkeit als die hervorstechendsten Charakterzüge des Bischofs hervor und schreibt ergänzend über ihn:

„Es war ihm vergönnt, bei König Ludwig I. mit seiner Verwendung für die Wiederherstellung (1835) des Klosters Seligenthal bei Landshut durchzudringen, seine eigenen Eltern nach fünfzigjähriger Ehe zum zweiten Male einzusegnen, selbst sein fünfzigjähriges Priesterjubiläum zu feiern. Auf offenem Markt hielt da der Greis in Reisbach die Predigt, in der geliebten Heimath, deren Schulwesen und andere gemeinnützige Anstalten ihrem wohlthätigen Sohne eine Reihe von Stiftungen verdanken. Streber starb am 26. April 1841 und nach einem harmonischen Leben, das nie eine Krankheit, nie eine Leidenschaft getrübt hatte, erschien bei ihm der Tod so sehr als der Bruder des Schlafes, daß das unveränderte Aussehen der Leiche den Gedanken an Scheintod wach rief. König Ludwig, der von dem Gerücht hörte, ließ durch seinen Leibarzt den Tod feststellen.“

Streber hatte in dessen letzten Lebensjahren, den mit dem ihm befreundeten Tenor Anton Raaff (1714–1797) bei sich aufgenommen, der ein betont religiöses Leben führte, jedoch auch schöngeistig und wissenschaftlich interessiert war.
Im Geburtsort Reisbach errichtete man 1845 auf dem Hauptplatz ein gemeinsames Denkmal für die drei berühmtesten Söhne der Gemeinde, die innerhalb von 20 Jahren dort geboren wurden und alle im geistlichen Stand berühmt geworden waren: Franz Ignaz von Streber, der Naturforscher Maximus von Imhof und der Bischof von Regensburg, Franz Xaver Schwäbl.

## Grabstätte

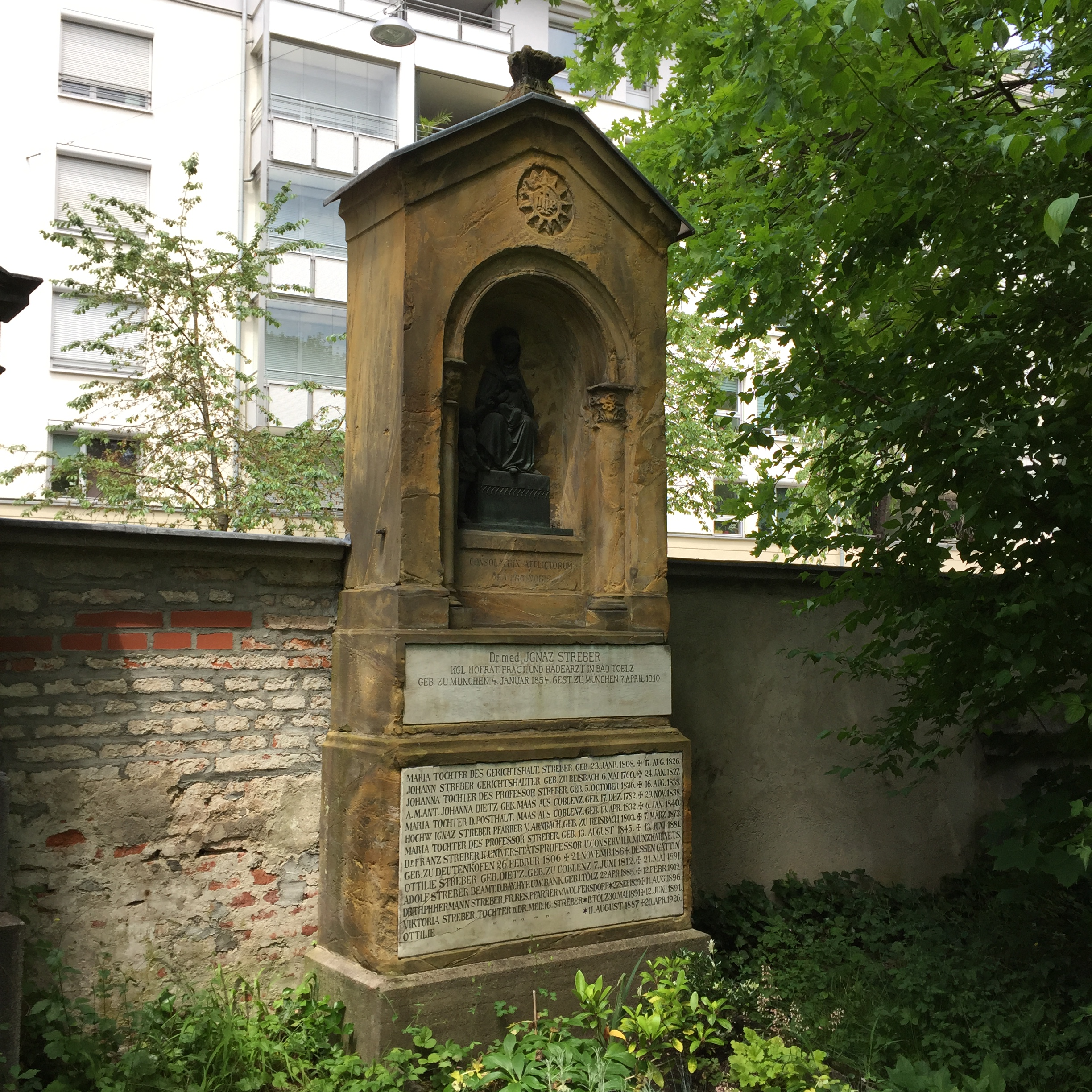
Grab von Franz Ignaz Streber auf dem Alten Südlichen Friedhof in München

Die Grabstätte von Franz Ignaz Streber befindet sich auf dem Alten Südlichen Friedhof in München (Mauer Rechts Platz 321/322 bei Gräberfeld 18) Standort. Der Numismatiker und Archäologe Franz Streber (1806–1864) war ein Neffe von Weihbischof Franz Ignaz Streber und liegt im gleichen Grab.